# كأس العالم للسيدات 2023 المجموعة الرابعة
أقيمت مباريات المجموعة الرابعة من نهائيات كأس العالم 2023 ما بين 22 يوليو إلى 1 أغسطس 2023. ضمت المجموعة كلًّا من إنجلترا وهايتي والدنمارك والصين، وتأهل متصدرا الترتيب إنجلترا والدنمارك إلى دور الـ16. فشلت الصين في التأهل إلى الأدوار الإقصائية للمرة الأولى في مسيرتها، بينما فازت إنجلترا في جميع مباريات المجموعة الثلاث، وسجلت أهدافًا في دور المجموعات أكثر من أي وقت مضى، وتمكنت الدنمارك من التأهل لمرحلة خروج المغلوب لأول مرة منذ عام 1995، أقصيت الدنمارك في دور الـ 16 وإنجلترا في ربع النهائي.

## المنتخبات
| الترتيب | المنتخب  | وعاء | اتحاد                      | طريقة التأهل                                                     | تاريخ التأهل   | المشاركة | آخر ظهور | أفضل نتيجة               | تصنيفات الفيفا | تصنيفات الفيفا |
| الترتيب | المنتخب  | وعاء | اتحاد                      | طريقة التأهل                                                     | تاريخ التأهل   | المشاركة | آخر ظهور | أفضل نتيجة               | أكتوبر 2022    | يونيو 2023     |
| ------- | -------- | ---- | -------------------------- | ---------------------------------------------------------------- | -------------- | -------- | -------- | ------------------------ | -------------- | -------------- |
| 1       | إنجلترا  | 1    | اليويفا                    | الفائز في تصفيات كأس العالم المجموعة الرابعة.                    | 3 سبتمبر 2022  | 6        | 2019     | المركز الثالث (2015)     | 4              | 4              |
| 2       | هايتي    | 4    | الكونكاكاف                 | الفائز في المجموعة الثانية بمباراة الإقصاء بين الاتحادات القارية | 22 فبراير 2023 | 1        | -        | أول مرة                  | 56             | 53             |
| 3       | الدنمارك | 3    | اليويفا                    | الفائز في تصفيات كأس العالم المجموعة الخامسة.                    | 2 مايو 2022    | 5        | 2007     | ربع النهائي (1991، 1995) | 18             | 13             |
| 4       | الصين    | 2    | الاتحاد الآسيوي لكرة القدم | بطل كأس آسيا 2022 للسيدات                                        | 30 يناير 2022  | 9        | 2019     | الوصيف (1999)            | 15             | 14             |

## الترتيب
| م | الفريق   | لعب | ف | ت | خ | أ.له | أ.ع | أ.ف | نقاط | التأهل                      |
| - | -------- | --- | - | - | - | ---- | --- | --- | ---- | --------------------------- |
| 1 | إنجلترا  | 3   | 3 | 0 | 0 | 8    | 1   | +7  | 9    | تأهل إلى مرحلة خروج المغلوب |
| 2 | الدنمارك | 3   | 2 | 0 | 1 | 3    | 1   | +2  | 6    | تأهل إلى مرحلة خروج المغلوب |
| 3 | الصين    | 3   | 1 | 0 | 2 | 2    | 7   | −5  | 3    |                             |
| 4 | هايتي    | 3   | 0 | 0 | 3 | 0    | 4   | −4  | 0    |                             |

في دور الـ16 :
- يواجه الفائزون في المجموعة الرابعة، إنجلترا، وصيف المجموعة الثانية، نيجيريا.
- يواجه وصيفة المجموعة الرابعة، الدنمارك، مع الفائز في المجموعة الثانية، أستراليا.

## المباريات
جميع الأوقات المذكورة حسب التوقيت المحلي.

### إنجلترا ضد هايتي
شهدت هذه المباراة أول مواجهة رسمية في التاريخ بين منتخبي إنجلترا وهايتي، في افتتاح مشوارهما ضمن المجموعة الرابعة. دخلت إنجلترا البطولة بوصفها بطلة أوروبا 2022، وتسعى لتكرار إنجاز ألمانيا التي كانت أول منتخب يتوج بكأس العالم للسيدات بعد التتويج القاري. تتمتع "اللبؤات" بسجل قوي في دور المجموعات أمام منتخبات منطقة الكونكاكاف، حيث لم تخسر في أي من مبارياتها السابقة (فوزان وتعادل). كما أنها حافظت على سجل مميز في نسخ البطولة السابقة، حيث بلغت ربع النهائي في آخر أربع نسخ متتالية، ووصلت إلى نصف النهائي في النسختين الأخيرتين. من جانبها، خاضت هايتي أول مباراة لها في تاريخ كأس العالم للسيدات، ممثلةً لأحد خمسة منتخبات تخوض البطولة للمرة الأولى في نسخة 2023.
أقيمت المباراة في أجواء حماسية ومنافسة غير متوقعة من منتخب هايتي الذي قدّم أداءً جريئًا ومُنظمًا أمام أحد أبرز المنتخبات الأوروبية. رغم البداية القوية لإنجلترا، احتاجت إلى الاستعانة بتقنية الفيديو للحصول على ركلة جزاء، ترجمَتها جورجيا ستانوِي بنجاح في الدقيقة 29 لتمنح التقدم للمنتخب الإنجليزي. ورغم تعدد الفرص من كلا الجانبين، أظهرت الحارسة الهايتية كيرلي تيوس براعة لافتة في التصدي لأكثر من تسديدة محققة، فيما شكّلت ميلشي دومورناي تهديدًا هجوميًا مستمرًا على الدفاع الإنجليزي. وأهدر كلا الفريقين فرصًا سانحة للتسجيل خلال الشوط الثاني، غير أن النتيجة بقيت على حالها، لينتهي اللقاء بفوز إنجلترا بهدف دون رد.

بفوزها على هايتي، رفعت إنجلترا رصيد انتصاراتها في دور المجموعات إلى ست مباريات متتالية، وهو أيضًا ثالث انتصار لها فقط في أولى مبارياتها الافتتاحية من أصل ست مشاركات في كأس العالم للسيدات. أما هايتي، فقد انضمت إلى سلسلة المنتخبات الجديدة التي تتعرض للهزيمة في أول مباراة لها بالبطولة، حيث خسر آخر تسعة منتخبات تخوض مشاركتها الأولى، ولم يسجل أيٌّ منها في المباراة الافتتاحية. تميّزت المباراة أيضًا باستمرار سلسلة ركلات الجزاء، إذ شهدت كل مباريات البطولة حتى هذه النقطة احتساب ركلة جزاء واحدة على الأقل، مع حفاظ أحد الفريقين على شباكه نظيفة، وهو ما تحقق أيضًا في هذا اللقاء.
| إنجلترا           | 1–0   | هايتي |
| ----------------- | ----- | ----- |
| ستانواي 29' (ر.ج) | تقرير |       |

| إنجلترا | هايتي |

| GK            | 1  | ماري إيربس     |       |     |
| RB            | 2  | لوسي برونز     |       |     |
| CB            | 6  | ميللي برايت    |       |     |
| CB            | 5  | أليكس غرينوود  |       |     |
| LB            | 16 | جيس كارتر      |       |     |
| DM            | 4  | كيرا والش      |       |     |
| CM            | 10 | إيلا تون       |       |     |
| CM            | 8  | جورجيا ستانواي | 45+9' |     |
| RF            | 18 | كلو كيلي       |       |     |
| CF            | 23 | أليسيا روسو    |       | 76' |
| LF            | 11 | لورين هيمب     | 51'   | 61' |
| البديلات:     |    |                |       |     |
| FW            | 7  | لورين جيمس     |       | 61' |
| FW            | 9  | راشيل دالي     |       | 76' |
| المدرب:       |    |                |       |     |
| سارينا ويجمان |    |                |       |     |

| GK            | 1  | كيرلي ثيوس       |     |       |
| RB            | 13 | بيتينا بيتي-فرير |     |       |
| CB            | 3  | جينيڤير ليماج    |     | 31'   |
| CB            | 4  | تابيتا جوزيف     |     |       |
| LB            | 20 | كيثنا لويس       |     |       |
| RM            | 7  | باتشيبا لويس     |     | 90+3' |
| CM            | 9  | شيرلي جودي       |     |       |
| CM            | 19 | دايانا بيير-لويس | 19' |       |
| LM            | 10 | نيرليا موندزير   |     |       |
| CF            | 22 | روزيلورد بورجيلا |     | 78'   |
| CF            | 6  | ميلشي دومورناي   |     |       |
| البديلات:     |    |                  |     |       |
| DF            | 21 | روثني ماثورين    |     | 31'   |
| FW            | 11 | روزلين إيلواسان  |     | 76'   |
| FW            | 15 | دارلينا جوزيف    |     | 90+3' |
| المدرب:       |    |                  |     |       |
| نيكولا ديليبن |    |                  |     |       |

| لاعبة المباراة: جورجيا ستانواي (إنجلترا) الحكام المساعدون: مجداليا رودريغز شيرينو (فنزويلا) ماري بلانكو بوليفار (كولومبيا) الحكم الرابع: ماريانيلا أرايا (كوستاريكا) حكم الفيديو: خوان سوتو (فنزويلا) مساعد حكم الفيديو: نيكولاس غالو (كولومبيا) مساعد حكم الفيديو الخاص بالتسلل: نيوزا باك (البرازيل) |

### الدنمارك ضد الصين
مثّلت هذه المباراة المواجهة الرابعة بين منتخبي الصين والدنمارك في تاريخ كأس العالم للسيدات، وهي أكثر المنتخبات التي واجهتها الدنمارك في تاريخ البطولة دون أن تنجح سابقًا في الفوز (تعادل واحد وخسارتان). شهدت المواجهات الثلاث السابقة تسجيل كلا المنتخبين، ما أضفى طابعًا هجوميًا على السجل المشترك. دخلت الصين المباراة بعد سلسلة تراجع في النتائج أمام المنتخبات الأوروبية، حيث خسرت ثلاثًا من آخر خمس مواجهات ضدها في كأس العالم، دون أن تسجل في أربع منها. من جهتها، عادت الدنمارك للمشاركة في المونديال للمرة الأولى منذ 2007، بعد غياب دام ثلاث نسخ متتالية. وقد تأهلت بعد مسيرة مثالية في التصفيات الأوروبية، محققة الفوز في جميع مبارياتها الثماني، وهي تسعى لاستعادة أمجادها التي شهدت بلوغ ربع النهائي في نسختي 1991 و1995.
أُقيمت المباراة في أجواء متوترة دفاعيًا، حيث سادت الحذر من الطرفين معظم مجريات اللقاء، وشهدت العديد من الفرص المتبادلة دون ترجمة حقيقية على مستوى النتيجة. تألقت الحارستان في التصدي لعدة محاولات، لا سيما من طرف تشانغ لينيان ووو تشينغشو من الصين، وكذلك بيرنيل هاردا وسينيه برون من الدنمارك. ورغم الضغط المتواصل من المنتخب الدنماركي في الشوط الثاني، جاء هدف المباراة الوحيد في الدقيقة 89 عبر رأسية من البديلة أمالي فانغسغار، إثر تمريرة عرضية متقنة من بيرنيل هاردا بعد تنفيذ ركلة ركنية، لتمنح بلادها فوزًا ثمينًا في اللحظات الأخيرة من اللقاء.

حقق المنتخب الدنماركي فوزه الأول على الصين في كأس العالم للسيدات بعد ثلاث محاولات سابقة دون انتصار، ليبدأ مشواره في نسخة 2023 بانتصار مهم يُعد الثالث له في أولى مبارياته خلال مشاركاته في البطولة، بعد نسختي 1991 و1995. كما كرّست هذه النتيجة تراجع الأداء الهجومي للصين، التي فشلت في التسجيل للمرة الخامسة في آخر ست مباريات لها في البطولة، باستثناء هدفها الوحيد أمام جنوب أفريقيا. بفوزها، عززت الدنمارك آمالها في المنافسة على إحدى بطاقتي التأهل إلى الدور التالي، بينما وضعت الصين نفسها تحت ضغط كبير قبل مباراتيها المقبلتين في المجموعة.
| الدنمارك      | 1–0   | الصين |
| ------------- | ----- | ----- |
| فانغسغارد 90' | تقرير |       |

| الدنمارك | الصين |

| GK             | 1  | ليني كريستينسن        |     |     |
| RB             | 4  | ريكي سيفكه            | 40' |     |
| CB             | 3  | ستينه باليساغر بيدرسن |     |     |
| CB             | 5  | سيمونه بويي سورينسن   |     |     |
| LB             | 11 | كاترين فيه            |     |     |
| DM             | 6  | كارن هولمغور          |     |     |
| CM             | 2  | يُوسيفينه هاسبُو        |     |     |
| CM             | 12 | كاثرين مولر كوهل      |     | 62' |
| RF             | 19 | ياني توماسن           |     | 85' |
| CF             | 10 | بيرنيل هاردا          |     |     |
| LF             | 14 | نيكولين سورينسن       |     | 72' |
| البديلات:      |    |                       |     |     |
| FW             | 20 | سينيه برون            |     | 62' |
| FW             | 17 | ريكي مادسن            |     | 72' |
| FW             | 9  | أمالي فانغسغارد       |     | 85' |
| المدرب:        |    |                       |     |     |
| لارس سوندرغارد |    |                       |     |     |

| GK           | 12 | شو هوان       |  |       |
| RB           | 2  | لي منغ ون     |  | 85'   |
| CB           | 17 | وو تشينغ شو   |  | 90+1' |
| CB           | 8  | ياو وي        |  |       |
| LB           | 15 | تشن تشياو تشو |  |       |
| RM           | 6  | تشانغ شين     |  | 46'   |
| CM           | 13 | يانغ لينا     |  |       |
| CM           | 10 | تشانغ روي     |  |       |
| LM           | 19 | تشانغ لين يان |  |       |
| CF           | 14 | لو جياهوي     |  | 78'   |
| CF           | 11 | وانغ شانشان   |  |       |
| البديلات:    |    |               |  |       |
| FW           | 7  | وانغ شوانغ    |  | 46'   |
| MF           | 9  | شن منغيو      |  | 78'   |
| DF           | 23 | قاو تشن       |  | 85'   |
| MF           | 21 | غو ياشا       |  | 90+1' |
| المدرب:      |    |               |  |       |
| شوي تشينغشيا |    |               |  |       |

| لاعبة المباراة: أمالي فانغسغارد (الدنمارك) الحكام المساعدون: تشانتال بودرو (كندا) ستيفاني يي سينغ (جامايكا) الحكم الرابع: أخونا ماكاليما (جنوب أفريقيا) حكم الفيديو: أرماندو فياريال (الولايات المتحدة) مساعد حكم الفيديو: أليخاندرو هرنانديز هرنانديز (إسبانيا) حكم الفيديو الخاص بالتسلل: شيرلي بيريو (الهندوراس) |

### إنجلترا ضد الدنمارك
| إنجلترا | 1–0   | الدنمارك |
| ------- | ----- | -------- |
| جيمس 6' | تقرير |          |

| إنجلترا | الدنمارك |

### الصين ضد هايتي
| الصين                 | 1–0   | هايتي |
| --------------------- | ----- | ----- |
| وانغ شوانغ ‏ 74' (ر.ج) | تقرير |       |

| الصين | هايتي |

### الصين ضد إنجلترا
| الصين                 | 1–6   | إنجلترا                                                    |
| --------------------- | ----- | ---------------------------------------------------------- |
| وانغ شوانغ ‏ 57' (ر.ج) | تقرير | - روسو 4' - هيمب 26' - جيمس 41'، 65' - كيلي 77' - دالي 84' |

| الصين | إنجلترا |

### هايتي ضد الدنمارك
| هايتي | 0–2   | الدنمارك                             |
| ----- | ----- | ------------------------------------ |
|       | تقرير | - هاردا 21' (ر.ج) - ترولسغارد 90+10' |

| هايتي | الدنمارك |

## نظام اللعب النظيف
يستخدم نقاط اللعب النظيف ككسر فاصل إذا تعادلت الأرقام الإجمالية والسجلات المباشرة للفرق، يتم احتسابها بناءً على البطاقات الصفراء والحمراء المستلمة في جميع مباريات المجموعة على النحو التالي:
- أول بطاقة صفراء: ناقص 1 نقطة.

- البطاقة الحمراء غير المباشرة (البطاقة الصفراء الثانية): ناقص 3 نقاط.
- البطاقة الحمراء المباشرة: ناقص 4 نقاط.
- البطاقة الصفراء والبطاقة الحمراء المباشرة: ناقص 5 نقاط.

| المنتخب  | المباراة 1 | المباراة 1                    | المباراة 1 | المباراة 1             | المباراة 2 | المباراة 2                    | المباراة 2 | المباراة 2             | المباراة 3 | المباراة 3                    | المباراة 3 | المباراة 3             | النقاط |
| المنتخب  | أنذر       | Yellow card · Yellow-red card | Red card   | Yellow card · Red card | أنذر       | Yellow card · Yellow-red card | Red card   | Yellow card · Red card | أنذر       | Yellow card · Yellow-red card | Red card   | Yellow card · Red card | النقاط |
| -------- | ---------- | ----------------------------- | ---------- | ---------------------- | ---------- | ----------------------------- | ---------- | ---------------------- | ---------- | ----------------------------- | ---------- | ---------------------- | ------ |
| الدنمارك | 1          |                               |            |                        |            |                               |            |                        | 1          |                               |            |                        | –2     |
| إنجلترا  | 2          |                               |            |                        |            |                               |            |                        | 1          |                               |            |                        | –3     |
| هايتي    | 1          |                               |            |                        | 1          |                               |            |                        |            |                               |            |                        | –2     |
| الصين    |            |                               |            |                        |            |                               | 1          |                        |            |                               |            |                        | –4     |